# Родезийский национализм
Родезийский национализм (англ. Rhodesian nationalism) ― политическая идеология белой общины Южной Родезии, разновидность белого национализма. Основывалась на национальной самоидентификации южнородезийских англоафриканцев, принципе государственного суверенитета Родезии, социальном консерватизме и антикоммунизме. Являлась официальной идеологией правящей партии Родезийский фронт в 1965―1979 годах.

## Белая община Родезии
В 1890-х годах Компания Британской Южной Африки (BSAC) Сесиля Родса начала колонизацию африканских территорий к северу от реки Лимпопо. Название Южная Родезия получило впоследствии британское колониальное владение между Лимпопо и Замбези. Около 3 тысяч сотрудников BSAC и бойцов военизированных формирований компании получили на этой территории земельные участки. Они составили первооснову родезийской белой общины.
Благоприятные для сельского хозяйства геоклиматические условия и промышленная горнодобыча способствовали иммиграции белых в Южную Родезию. Наиболее интенсивный приток был отмечен из Британской Восточной Африки и из самой метрополии. Ещё активнее шла иммиграция из Великобритании в Южную Родезию после Второй мировой войны. К концу 1960-х белое население тогдашней Родезии составляло около 270 тысяч человек (примерно 6 % тогдашнего населения страны).
Примерно 10 % родезийских белых были фермерами, остальные проживали в городах. Белые ― в основном англоафриканцы — являлись правящим и привилегированным слоем населения. Из них рекрутировался госаппарат, им принадлежала большая и лучшая часть сельскохозяйственных угодий, промышленного и финансового капитала. В белой общине первоначально также существовала иерархия: элиту составляли сотрудники BSAC и выходцы из других колоний (как правило, колониальные офицеры и чиновники); переселенцы из метрополии занимали подчинённое положение. Однако к середине XX века это различие сгладилось.

## Политико-идеологические основы
С конца 1940-х и особенно с начала 1960-х в белой общине Южной Родезии усилилась тенденция к самоуправлению, вплоть до достижения независимости от Великобритании. Этому способствовали два внешних фактора: пример белого правления в независимой ЮАР и деколонизация Африки, сопровождавшаяся потрясениями и массовыми кровопролитиями (особенно тяжёлое впечатление произвели на родезийцев события в Конго). Выразителем этих настроений стала партия Родезийский фронт (RF), созданная в 1962 радикальными активистами белых политических организаций. В декабре 1962 RF одержал победу на выборах в Законодательное собрание Южной Родезии. В апреле 1964 председателем RF и премьер-министром Южной Родезии стал фермер Ян Смит — последовательный, активный и жёсткий сторонник независимой Родезии. 
Идеология и программа RF основывались на принципах родезийского национализма. RF объявлял родезийских англоафриканцев самостоятельной нацией, требовал национальной независимости и государственного суверенитета Родезии на условиях правления белой общины. Лидеры RF, прежде всего сам Ян Смит, подчёркивали свою британскую (не английскую, а именно британскую) идентичность, уважение к британским общественно-политическим традициям, в том числе парламентской демократии. Формально их программа предлагала расовое равноправие. В этом состояло заметное отличие родезийского национализма от национализма африканерского.

Законов апартеида в Родезии не вводили. Партия Смита отстаивала не расовую иерархию, а социальный порядок… Такие люди, как Смит и Лилфорд, с их прагматичным англосаксонским мышлением, не заморачивались расовой мистикой «Брудербонда».

Исключение в этом плане представляли выходцы из ЮАС — Десмонд Ларднер-Бёрк и отчасти Питер ван дер Бил. Ларднер-Бёрк провозглашал с амвона принципы, практически неотличимые от апартеида ЮАР. Но такие позиции не доминировали в родезийском национализме. Ян Смит говорил, что с детства был воспитан в уважении к правам человека любой расы. Однако при этом делался упор на сохранение самобытной идентичности всех расово-этнических групп. Это предполагало иерархические расовые барьеры и безусловное правление белых общины. Отдельный пункт был посвящён аграрным отношениям — разделению земельных угодий между белыми и чёрными собственниками с явным приоритетом первых. 

Отец говорил мне, что мы имеем право на свою половину страны, чёрные — на свою.

Ян Смит

## Правление родезийского национализма

### Декларация односторонней независимости
11 ноября 1965 года в Солсбери была официально зачитана Декларация об односторонней независимости Родезии. 

Когда в ходе человеческой истории для одного народа оказывается необходимым расторгнуть политические связи, соединяющие его с другим народом, и занять среди держав мира самостоятельное и независимое положение, на которое он имеет право;

и принимая во внимание, что в этом случае уважение к мнению человечества обязывает его изложить причины, побуждающие его принять на себя такую ответственность;

исходя из этого, мы, Правительство Родезии, заявляем:

то, что с 1923 Правительство Родезии в полной мере осуществляло самоуправление и было ответственно за прогресс, развитие страны и благосостояние её населения является бесспорным и исторически общепринятым фактом;

население Родезии, будучи всегда лояльным Короне и к своим родным и близким в Великобритании и повсеместно, пронеся это чувство через две мировых войны, будучи готовым пролить свою кровь и отдать свою жизнь за то, что оно полагало взаимными интересами свободолюбивых людей, ныне убеждается в том, что все, что было дорого приносится в жертву сиюминутной целесообразности;

население Родезии, являясь свидетелем процесса разрушения тех принципов, на которых была построена цивилизация в этой стране, и видя как принципы западной демократии, а равно и ответственное перед народом правительство и моральные стандарты повсеместно приходят в упадок, несмотря на это, остается верным оным принципам;

население Родезии полностью поддерживает своё правительство, в его просьбах о предоставлении полной независимости, и свидетельствует тот факт, что правительство Великобритании проводит политику последовательного отказа данных просьб;

Правительство Великобритании, тем самым демонстрирует, что оно не готово предоставить суверенную независимость Родезии на условиях, приемлемых для населения Родезии, и, таким образом, продолжает исполнять неоправданную власть над Родезией, воспрепятствуя последней к выполнению её законов и соглашений с другими государствами и ведению дел с другими державами и отказываясь признавать законы, необходимые для общественного блага, в ущерб будущему миру, процветанию и законному правительству Родезии;

Правительство Родезии в течение длительного периода, находясь в добром убеждении и терпении, вело переговоры с Правительством Великобритании, направленные на снятие остающихся ограничений, наложенных на Родезию со стороны поименованного правительства и предоставление верховной независимости;

веря в то, что дальнейшее промедление наносит вред самому существованию нации, Правительство Родезии считает необходимым заявить, что Родезия немедленно должна добиться верховной независимости, легитимность которой не подвергается сомнению;

Исходя из этого, мы, Правительство Родезии, смиренно склоняем главу пред Господом всемогущим, в чьих дланях находится ведение судьбами держав, и сознавая, что население Родезии всегда показывало пример непоколебимой лояльности и преданности Ее Величеству Королеве и искренне надеясь, что население Родезии, не будет отринуто в своём намерении и далее осуществлять наше бесспорное право демонстрировать ту же лояльность и преданность, и стремясь к развитию общественного блага с тем, чтобы достоинство и свобода всех людей могли быть соблюдены, в соответствии с этой декларацией, принимаем, подписываем и даруем населению Родезии Конституцию, прилагаемую ниже.

Боже, храни королеву.

Характерны доводы авторов Декларации: понимание белого населения Родезии как сложившейся нации; общепризнанность «прогресса и благосостояния» страны под властью белой общины; приверженность принципам западной демократии; уважение к традиционным связям с Великобританией; критика британского правительства за принесение принципов в «жертву сиюминутной целесообразности» (политика лейбористского правительства Гарольда Вильсона считалась «уступками коммунизму»). 
Таким образом, акт 11 ноября 1965 излагал основные принципы родезийского национализма. В период правления Родезийского фронта (бессменным главой партии и правительства оставался Ян Смит) родезийский национализм являлся фактически официальной государственной идеологией Родезии.

### Идеи и практика
Независимость Родезии была провозглашена волей белой общины и в её интересах, без учёта позиции чернокожего большинства населения. Политическая власть и социальное преобладание белых обеспечивалось их экономическим доминированием, высоким имущественным и образовательным цензами. Правительство RF исходило из того, что правление большинства приведёт к установлению марксистской диктатуры, разрушению экономики и господству чёрного расизма (стоит отметить, что после 1980 года эти опасения в значительной степени оправдались). Гражданская война правительства с левыми повстанческими движениями ZAPU и ZANU, понималась как элемент всемирного антикоммунистического противостояния, один из фронтов Холодной войны (в то же время пресекались и ультраправые проявления, была запрещена неонацистская партия RWPP). Особенность заключалась в том, что Родезия — созданная «антибританским мятежом» и находившаяся под санкциями ООН — не пользовалась официальной поддержкой Запада.
Политика и культура родезийского национализма основывались на социальном консерватизме. Пропагандировались «духовные скрепы» белой общины, максимальное сплочение «осаждённой крепости». Культивировались традиции Сесиля Родса и его соратников. Питер ван дер Бил во главе пропагандистского аппарата обращался к образам Второй мировой войны и даже ставил в пример стойкость Красной армии в сражениях с нацистами. Гимном родезийского национализма стала патриотическая песня Клема Толета (зять Яна Смита) Rhodesians Never Die — Родезийцы не умрут никогда. Важным инструментам была популистская социально-экономическая политика, создававшая серьёзные материальные преференции белым фермерам и рабочим.
Военное превосходство правительственной армии над партизанскими движениями было несомненным, но подавить их не удавалось. Большие трудности создавал международный бойкот Родезии (к которому с 1979 фактически присоединилась ЮАР), в то время как ZAPU и ZANU пользовались поддержкой СССР и его союзников, КНР и КНДР. Во второй половине 1970-х правительство Смита пыталось наладить диалог с умеренным крылом чернокожих националистов на антикоммунистической платформе. 3 марта 1978 было заключено соглашение о внутреннем урегулировании и постепенном переходе к многорасовому правлению.
Эти шаги Смита вызвали резкое недовольство родезийских радикалов, создавших Родезийскую партию действия во главе с фермершей Иной Бэрси. С другой стороны, в белой общине активизировалась и либеральная оппозиция. Сила национального единения во главе с учёным-животноводом Алланом Сэвори фактически выступала за упразднение Родезии как государства. Однако подавляющее большинство белых родезийцев доверяли Яну Смиту и поддерживали RF.
Правление Родезийского фронта закончилось 1 июня 1979 года, когда было учреждено государство Зимбабве-Родезия. Но эта попытка компромисса родезийских националистов с умеренными чернокожими политиками потерпела неудачу из-за продолжения гражданской войны и международного бойкота. Ланкастерхаузская конференция 1979 года утвердила новый план урегулирования, предполагавший временное восстановление статуса британской колонии и проведение всеобщих выборов с участием ZANU и ZAPU. На февральских выборах 1980 победу одержал радикальный ZANU во главе с Робертом Мугабе. 18 апреля 1980 года была провозглашена независимость Зимбабве. Приход к власти Мугабе при международной поддержке означал поражение белого родезийского национализма.

## Белая община в Зимбабве и эмиграции
В Зимбабве социальная база родезийского национализма быстро и резко сузилась. До половины белого населения покинули страну в первые три года независимости. Ян Смит пытался консолидировать оппозицию вокруг Республиканского фронта/Консервативного альянса Зимбабве (переименованный RF) и установил союз с чернокожими противниками Мугабе. Однако эти действия не дали серьёзного эффекта.
Постепенно Мугабе установил собственное единовластие. В 1987 была отменена «белая квота», в результате чего Консервативный альянс Зимбабве потерял представительство в парламенте. В 1992 партия прекратила существование. Ян Смит пропагандировал прежние достижения Родезии и резко критиковал правление Мугабе. Он сохранял определённую популярность, но его выступления свелись к демонстрации личной позиции.
Значительная часть белой элиты перешла на службу к Мугабе. В первую очередь это касается крупнейших бизнесменов и высших силовиков. Наиболее рельефно эту позицию выразил предприниматель-мультимиллионер Джон Бреденкамп, фактически сделавшийся финансистом правительства ZANU и оплачивающий военные экспедиции Мугабе в ДРК. Начальник родезийской разведки Кен Флауэр остался на руководящем посту в зимбабвийской спецслужбе, его заместитель Дэн Стэннард получил зимбабвийскую награду. Противоположный пример явил бывший главнокомандующий вооружёнными силами Родезии Питер Уоллс, вступивший в конфликт с Мугабе и эмигрировавший из Зимбабве.
Большинство белой общины Зимбабве выведено из политики. Оппозиционно настроенные белые граждане, подобно известному фермерскому активисту Рою Беннету, действуют в Движении за демократические перемены, где преобладают чернокожие зимбабвийцы и выступают не с родезийско-националистических, а с общедемократических позиций.
Такое положение — массовая эмиграция, деполитизация большинства общины, раскол политактива между чернокожими сторонниками и противниками режима Мугабе — заставляет предположить, что представление о белых родезийцах как нации было в значительной степени преждевременным. Родезийцы, сохранившие «ностальгически-национальное сознание», по большей части эмигрировали, в основном в ЮАР и Австралию. Ностальгистов-родезийцев (преимущественно это пожилые люди) именуют Rhodie, белых граждан, полностью принявших порядки Зимбабве — Zimbo.